# Мезьер-ле-Вик
Мезье́р-ле-Вик (фр. Maizières-lès-Vic) — коммуна на северо-востоке Франции, регион Гранд-Эст (бывший Эльзас — Шампань — Арденны — Лотарингия), департамент Мозель. Относится к кантону Вик-сюр-Сей.

## Географическое положение

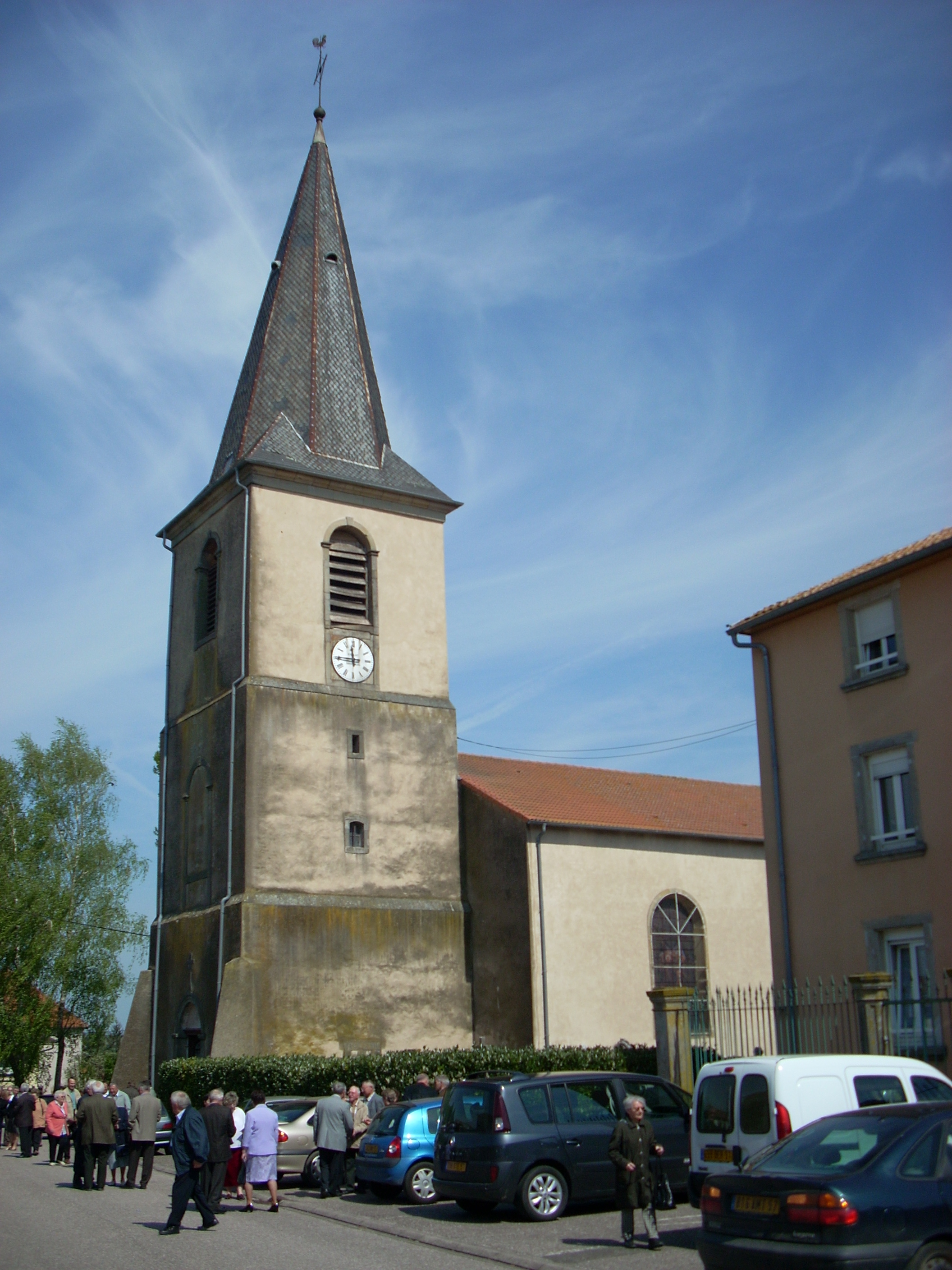
Церковь Сен-Мишель в Мезьер-ле-Вик.

Мезьер-ле-Вик расположен в 65 км к юго-востоку от Меца. Соседние коммуны: Азуданж на северо-востоке, Батавиль на юго-востоке, Бурдонне на западе.

## История
- Деревня епископата Меца в составе шателенье Лагард, была феодом нескольких сеньоров.
- Коммуна была уничтожена во время Тридцатилетней войны 1618—1648 годов и долгое время после этого оставалась необитаемой.

## Демография
По переписи 2008 года в коммуне проживало 470 человек.	

## Достопримечательности
- Следы древнеримского тракта.
- Церковь Сен-Мишель, 1743 года.